# Revolut
Revolut是一家提供银行业服务的金融科技企业，总部位于英国伦敦。2015年由尼古拉·斯托伦斯基（Nikolay Storonsky）与弗拉德·雅琴科（Vlad Yatsenko）成立。Revolut提供的服务包括货币兑换、借记卡、虚拟卡、Apple Pay、股票交易、加密货币交易、期货交易、储蓄（称为“金库”[vault]）业务等。Revolut公司发展迅速，已开拓包括日本在内的多国市场，员工数量已达5,000余人。2020年实现盈利，以42亿英镑身家成为英国最有价值的金融科技公司。于2021年1月向英国申请银行牌照。

## 历史
- 2020年2月17日，D轮融资， Revolut Ltd.获得TCV领投，DST Global、Ribbit Capital、Lakestar、GP Bullhound等跟投的5亿美金资金。估值42亿英镑。[9]。
- 2020年7月24日，D+轮融资，Revolut Ltd.获得 TSG Consumer Partners 独家8000万美元投资。[9]
- 2021年7月，Revolut完成 Softbank Vision Fund 和 Tiger Global Management 共同投资的8亿美金E轮融资。[9]